# 亦乞烈皇后
亦乞烈氏皇后（?—?），名忽突灰，蒙古帝国人物。
亦乞烈氏。大蒙古国大汗蒙哥（元宪宗）的后妃（可敦、哈屯，汉译皇后），《新元史》记载，她的家族与成吉思汗黄金家族世代联姻。他的祖父昌王孛秃娶成吉思汗妹帖木伦公主、女果真公主为妻。其父鎖兒哈娶元太宗窝阔台子阔出之女安秃公主为妻。
《史集》记载忽突灰生有儿子班秃、玉龙答失和女儿巴牙伦公主。此说误，这三个子女都为忽都台皇后所生。